# Château de la Petite Flémal’
Le château de la Petite Flémal’ ou Château communal de Flémalle est un château situé dans la commune belge de Flémalle, dans la section de Flémalle-Haute, anciennement Petite Flémal', qui a laissé son nom au château.

## Histoire

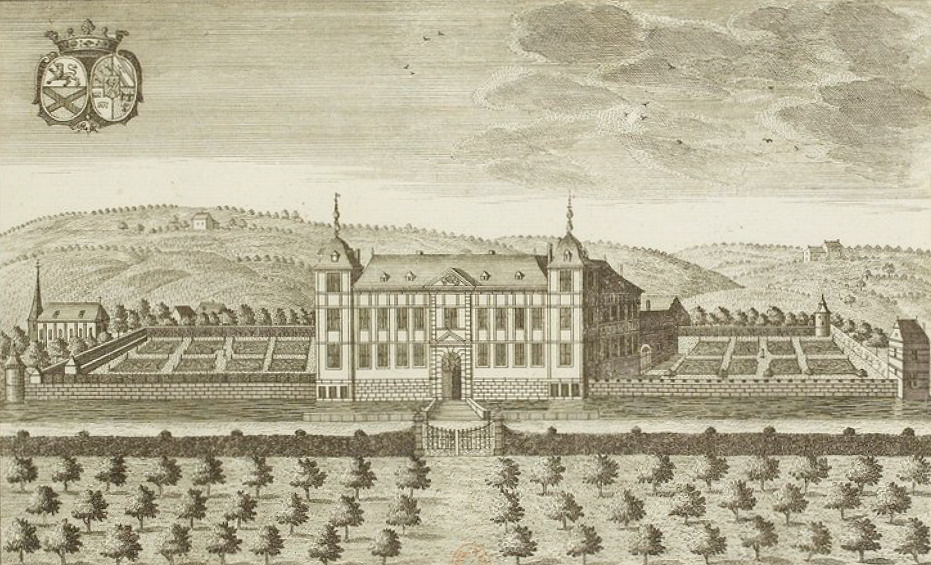
Le Château vers 1737.

Au début du XVIIe siècle, Michel Valkener, receveur à la Collégiale Saint-Pierre de Liège, achète un terrain de plusieurs hectares sur l'entité de Petite Flémal’, ancien nom de Flémalle-Haute, pour y construire sa demeure vers 1614.
Le château s'élargit par la suite à la demande de Marie-Françoise de Bonhomme qui fit construire, entre 1710 et 1738, une deuxième aile identique à la première.
Depuis 1938, le château abrite les services communaux d'abord de Flémalle-Haute, ensuite de Flémalle lors de la fusion des communes en 1977. Une troisième aile, construite en 1984, le prolonge vers le parc.

## Parc communal
Le Château est entouré d'un parc ou se côtoient divers styles de jardins : italien, français ou encore un jardin à l'anglaise.